# Мухаммед Асад
Мухамме́д Аса́д (урду محمد أسد), ім'я при народженні Леопольд Вайс (івр. לאופולד וייס; 12 червня 1900, Львів — 20 лютого 1992, Міхас, Іспанія) — німецький журналіст, видатний ісламський письменник, мислитель, дипломат, представник Пакистану в ООН на поч. 1950-х рр., перекладач Корану англійською мовою. Син єврейського адвоката, після прийняття ісламу взяв ім'я Мухаммед Асад.

## Біографія

### Дитинство
Народився у Львові в родині відомого єврейського адвоката Карла Вайса. Мама Малика походила з єврейської банкірської родини Менахема Менделя Фейґенбаума. Вони мешкали в будинку на вулиці Пекарській, 31. Дід Леопольда — рабин із Чернівців, старійшина однієї з найшанованіших рабинских династій, що налічувала кілька поколінь.

Про своє дитинство, проведене на теперішній вулиці Левицького згадував так: 
«Моє дитинство пройшло у Львові — в той час під австрійським володінням — у будинку і на вулицях, які були одночасно тихими і величними. Довга вулиця мала якусь припорошену елегантність, з каштановими деревами і дерев'яною проїжджою частиною, на якій відбивалися копита коней. Я обожнюю цю вулицю зі свідомістю, що виходить далеко за межі мого дитинства, і не тому, що ця вулиця була моїм домом: я любив її, гадаю, через особливу ауру шляхетної самосвідомості, з якою вона лилася з розкішного центру цього прекрасного міста в бік мовчазного лісу на околиці і великого цвинтаря, захованого в цьому лісі.»
У 13-літньому віці Леопольд вільно орієнтувався в Танасі, розбирав складні місця з Мішни і Гемари. Разом із батьками він часто відвідував Відень і Берлін, подорожував у Альпах, бував на Північному та Балтійському морях.
Після Першої світової війни родина Вайсів переїхала до Відня. Юнак вступив на відділення історії мистецтв Віденського університету, хоча більше часу проводив не в навчальних аудиторіях, а у віденських кав'ярнях.

### Берлін
1920 року— кинув університет, залишив Відень і переїхав у Берлін. Деякий час працював асистентом і сценаристом у відомого кінорежисера Мурнау, потім перейшов на роботу в одне з берлінських інформаційних агентств. Писав статті для берлінських газет і занурився у світ богемного Берліна.
1921 року — працював телефоністом у газеті Frankfurter Zeitung. Коли до Берліна прибула дружина Максима Горького, Леопольду завдяки своїй наполегливості вдалося взяти в неї сенсаційне інтерв'ю. Наступного ранку отримав підвищення — став репортером однієї з найвідоміших німецьких газет.

### Близький Схід
Навесні 1922 року одержав від свого дядька Доріана Фейгенбаума, лікаря психіатричної клініки в Єрусалимі, одного з перших студентів Зиґмунда Фрейда, запрошення відвідати Палестину. Таким чином Леопольд став близькосхідним кореспондентом газети Frankfurter Zeitung.
У Єрусалимі його увагу привернули не одновірці-євреї, а араби, до яких він відчув більшу симпатію. У своїх статтях для газети Frankfurter Zeitung, Вайс не лише виступав проти Декларації Бальфура, що підтримала створення єврейського національного осередку в Палестині, але й протестував проти будь-яких зазіхань євреїв на «арабську землю». Він говорив про це Хаїму Вейцману та іншим лідерам сіоністів, з якими зустрічався в Єрусалимі.
1922-1932 року — подорожуючи Близьким Сходом і Передньою Азією, він поглибив своє знання мусульманського світу та поступово дійшов доленосного рішення — прийняти іслам. Як згадує сам Вайс, восени 1925 року один молодий губернатор в Афганістані сказав йому: «Слухайте, ви ж найсправжнісінький мусульманин, тільки не розумієте цього!». Вайса вразили ці слова, і він не знайшов, що відповісти.

### Навернення в іслам
1926 року — повернувшись до Берліна, одружився з на 15 років старшою за нього художницею Ельзою, матір'ю шестирічного сина від попереднього шлюбу.
Невдовзі після одруження Вайс у Берліні прийняв іслам. Він запитав голову мусульманської громади Берліна, що треба зробити для цього. Той узяв праву руку Леопольда і в присутності двох свідків попросив його повторити за ним: «Я заявляю, що немає Бога, крім Аллаха, і що Мухаммед — пророк його». Так Вайс став мусульманином.
Через декілька тижнів в іслам навернулися також Ельза та її син. Вайс змінив своє ім'я на Мухаммед Асад (асад у перекладі з арабської означає «лев», що еквівалентно імені Леопольд, а також нагадує про місце народження — Львів).
Після того як Асад оголосив про свій перехід в іслам, його батьки розірвали з ним відносини, вважаючи свого сина зрадником. Вони відновили листуватися лише після того, як Асад домігся визнання як провідний близькосхідний журналіст.
У січні 1927 року Мухаммед Асад зі своїми близькими вирушив у хадж до Мекки. Але дорогою, отруївшись, раптово померла дружина Ельза. Асад відправив пасинка назад до Німеччини, а сам заглибився у вивчення Корану. Водночас, аби забезпечити собі засоби для існування, писав огляди для трьох німецьких газет про становище на Близькому Сході.
Одного разу у бібліотеці Великої мечеті Мекки Мухаммед Асад познайомився з сином тодішнього правителя Королівства Неджду і Хіджазу Абдель-Азіз ібн Сауда. Той запросив його в палац, представив батькові і після короткої бесіди Мухаммед став радником короля.
За роки життя в Королівстві Неджду і Хіджазу (кінець 1920-х — початок 1930-х рр.) досконало вивчив арабську мову, а також Коран і інші релігійні тексти ісламу.
1932 року — під впливом поета та філософа Мухаммада Ікбала Асад разом із новою 15-річною дружиною Монірою, дочкою одного з місцевих шейхів, і сином-немовлям переїхав до Індії, де приєднався до боротьби проти британського панування, за незалежність і створення мусульманської держави Пакистану. Став сподвижником лідерів індійських мусульман Мухаммада Ікбала та Мухаммеда Алі Джинни. Сприяв випуску перших газет мовою урду (яку також досконало вивчив). У цей час вивчає праці ісламських релігійних філософів, водночас публікуючи декілька своїх релігійних і філософських праць.
1939 року — після початку Другої світової війни батько і сестра Асада опинилася в німецькому концтаборі, а сам він зі своєю дружиною та сином — у британському таборі в Бомбеї для інтернованих громадян Німеччини, де був єдиним мусульманином. Тут 1942 року до нього дійшла звістка про смерть батька та сестри в німецькому таборі смерті.

### Представник Пакистану
1947 — після утворення Пакистану був запрошений на посаду голови Департаменту ісламського відродження, розробляв проект конституції країни. Незабаром очолив близькосхідний відділ міністерства закордонних справ.
1951 року — став представником Пакистану в ООН, де різко виступав проти Ізраїлю та сіонізму, за що отримав прізвисько «єврейський віровідступник».
1952 року — у Нью-Йорку Асад познайомився з молодою дівчиною Полою Казімірською з Бостона, з родини польських емігрантів і закохався в неї. Невдовзі Пола також прийняла іслам та ім'я Хаміда, після чого Асад одружився з нею, а попередню дружину Моніру відіслав до батька у Саудівську Аравію. Цей вчинок викликав невдоволення у Пакистані — високому чиновнику, що представляв у ООН інтереси цієї країни, не належало зв'язуватися з американкою, хоч і наверненою в іслам. Асад не став чекати ймовірних санкцій і подав у відставку.
За іншою версією, причиною відставки був військовий переворот у Пакистані, який зупинив дію конституції, що її Асад готував 8 років, але діяла вона лише півроку. Генерал Айюб Хан, який 1955 року захопив владу, марно вмовляв Асада залишитися на пакистанській державній службі.
Ще одна версія: Асад пішов у відставку, щоби присвятити себе написанню автобіографічної книги.

### Після відставки
1954 року — у Нью-Йорку написав книгу мемуарів «Дорога до Мекки», яка мала великий успіх і яку переклали на декілька мов. У ній він розповідає про свою духовно-релігійну кризу та інтелектуальну безвихідь, що привели його до ісламу.
Близько 19 років Асад прожив у Танжері (Марокко), багато часу присвятивши створенню одного з найкращих коментованих перекладів Корану англійською мовою. Переклад вийшов у світ у 1980 під назвою «Одкровення Корану» і з присвятою: «Тим, хто мислить» (цитата з Корану). Консервативні ісламські кола потрактували працю не як переклад, а як коментар до священної книги, до того ж зроблений у дусі модерністських тлумачень ісламу.
У Марокко вийшли й інші наукові праці Асада: «Засади мусульманської держави», «Сахіх аль-Бухарі: ранні літа ісламу», а також «Це наш закон» (монографія з державних аспектів шаріату, у якій автор підходить до мусульманської кримінальної практики з ліберальних позицій).
Був професором університету Аль-Азгар (Каїр).
1979 року — різко негативно сприйняв Ісламську революцію в Ірані. Водночас поглибилися його розходження з головними опонентами іранських ісламістів — панівним режимом Саудівської Аравії.
1980 року — початок ірано-іракської війни підштовхнула Асада до переїзду з мусульманського Марокко до Європи (до Лісабону).
З Лісабону Асад переїхав до містечка Марбелла, неподалік від Міхаса (провінція Гранада, Іспанія). Як відомо, до 1492 Гранада була останнім форпостом ісламу на заході Європи, і тут досі зберігається певна мусульманська присутність.
У 1980-х роках черговий військовий диктатор Пакистану генерал Зія-уль-Хак запропонував Асаду почесний пост в уряді країни, але не встиг отримати відповіді, бо загинув в авіаційній катастрофі.
Вважають, що Міхас (останнє пристановище Асада) мав тісні зв'язки зі саудівською династією. Тут Асада часто відвідував колишній міністр нафтової промисловості Саудівської Аравії шейх Ямані. Губернатор Ер-Ріяду, брат короля емір Салман, у своїх листах запрошував його в Аравію, але Асад не захотів переїздити.
Мухаммед Асад помер у віці 92 років, не встигнувши дописати другу частину автобіографії «Повернення серця». Похований на мусульманському цвинтарі містечка Марбелья (Іспанія).

## Визнання
Його вважають одним із найвидатніших мусульманських релігійних мислителів ХХ ст. (опубліковано близько 40 його філософських праць).
2008 року— площу перед головним входом до штаб-квартири ООН у Відні назвали Muhammad Asad Platz. Це була перша західноєвропейська площа, названа на честь мусульманина.
5 червня 2015 року у Львові відкрили Ісламський культурний центр, який назвали іменем Мухаммада Асада.

## Книги
- Jerusalem in 1923: The Impressions of a Young European (1923)
- The Spirit of Islam (1934)
- The Concept of Religion in the West and in Islam (1934)
- The Spirit of the West (1934)
- Sahih Al-Bukhari: The Early Years of Islam (1935—1938)
- Towards a Resurrection of Thought (1937)
- What Arafat? (1946)
- The Outline of a Problem (вересень 1946)
- Is Religion a Thing of the Past? (October 1946)
- This Law of Ours (листопад 1946, грудень 1946, січень 1947)
- Construction or Destruction? (лютий 1947)
- That Business of Imitation (квітень 1947)
- What do we mean by Pakistan? (травень 1947)
- Notes and Comments (травень 1947)
- Towards an Islamic Constitution (липень 1947)
- Notes and Comments (липень 1947)
- Calling All Muslims (вересень 1947)
- Islamic Reconstruction (березень 1948)
- Islamic Constitution Making (березень 1948)
- The Road to Mecca (1954)
- The Encounter of Islam and the West (1959)
- Islam and the Spirit of our Times (1960)
- The Principles of State and Government in Islam (1961)
- Islam and Politics (1963)
- Jerusalem: The Open City (1970ті)
- The Meaning and Significance of the Hijrah (1979)
- The Message of the Qur'an (1980)
- The Principles of State and Government in Islam (1980)
- Sahih al-Bukhāri (1981)
- A Vision to Jerusalem (1982)
- Jerusalem: A City for all People (1982)
- A Tribe That Kept Its Name (1985)

## Аудіо
- Ісламський письменник і дипломат Мухаммад Асад: проект «НАШІ»